# Phoebe spegazzinii
Phoebe spegazzinii är en skalbaggsart som beskrevs av Bruch 1908. Phoebe spegazzinii ingår i släktet Phoebe och familjen långhorningar.
Artens utbredningsområde är Paraguay. Inga underarter finns listade i Catalogue of Life.